# HD 34968
HD 34968 är en dubbelstjärna i den mellersta delen av stjärnbilden Haren. Den har en kombinerad skenbar magnitud av ca 4,69 och är svagt synlig för blotta ögat där ljusföroreningar ej förekommer. Baserat på parallax enligt Gaia Data Release 2 på ca 8,7 mas, beräknas den befinna sig på ett avstånd på ca 374 ljusår (ca 115 parsek) från solen. Den rör sig bort från solen med en heliocentrisk radialhastighet på ca 31 km/s.

## Egenskaper
Primärstjärnan HD 34968 A är en blå till vit stjärna i huvudserien av spektralklass A0 V, även om Gray och Garrison (1987) gav den spektralklass B9.5 III och noterade att dess spektrum var lätt varierande. Den har en massa som är ca 3,3 solmassor, en radie som är ca 2,0 solradier och har ca 245 gånger solens utstrålning av energi från dess fotosfär vid en effektiv temperatur av ca 10 000 K.
HD 34968 A har en följeslagare, HD 34968 B, av magnitud 8,45 belägen med en vinkelseparation av 4,1 bågsekunder vid en positionsvinkel på 279°, år 2008.